# Raiffeisen Landesbank Südtirol
La Cassa Centrale Raiffeisen dell'Alto Adige SpA (in tedesco Raiffeisen Landesbank Südtirol) è un ente creditizio italiano basato in Alto Adige.
Essa è l’istituto capofila di 39 casse Raiffeisen locali (giuridicamente autonome) attive sul territorio altoatesino. Il suo capitale sociale è di 200 milioni di euro.

## Storia
Le casse Raiffeisen sono nate in area mitteleuropea come banche sociali di credito agricolo d'impronta cooperativistica: mantenendo tale identità nel corso del tempo, si sono progressivamente ramificate in vari paesi del continente.
Le casse Raiffeisen attive in ambito italiano non hanno rapporti diretti con gli omonimi istituti di credito basati in altri paesi (quali Austria, Svizzera, Slovenia): sono inquadrate nel settore del credito cooperativo, aderiscono a Federcasse (senza però adottarne la simbologia) e dunque a Confcooperative e all'Associazione bancaria italiana.

## Diffusione
La rete di Casse Raiffeisen dell'Alto Adige è composta da 39 banche: le principali sono la Cassa Raiffeisen di Bolzano, quella di Merano, della Valle Isarco, della Alta Valle Isarco, di Brunico, dell'Oltradige e di Silandro.
A differenza delle altre banche di credito cooperativo, le Casse Raiffeisen affiliate alla "centrale" di Bolzano non sono radunate in un gruppo bancario: grazie ad emendamenti alla riforma del settore irrogati nel novembre 2018, hanno optato per la costituzione di un IPS (Institutional Protection Scheme), mantenendo ciascuna una più larga autonomia decisionale.

## Articolazione territoriale

### Val Venosta
- Alta Val Venosta
- Lasa
- Laces
- Prato allo Stelvio
- Silandro
- Senales
- Tubre
- Ciardes

### Burgraviato
- Lagundo
- Lana
- Marlengo
- Merano
- Naturno
- Parcines
- Val Passiria
- Scena
- San Martino in Passiria
- Tirolo
- Tesimo
- Ultimo - San Pancrazio - Lauregno

### Bolzano
- Cassa Centrale
- Andriano
- Bolzano
- Castelrotto
- Meltina
- Nalles
- Nova Ponente - Aldino
- Renon
- Sarentino
- Schlern - Rosengarten
- Terlano
- Nova Levante
- Selva di Val Gardena

### Oltradige - Bassa Atesina
- Bassa Atesina
- Salorno
- Oltradige

### Valle Isarco
- Valle Isarco
- Campo di Trens
- Bassa Valle Isarco
- Funes
- Wipptal

### Val Pusteria
- Brunico
- Val Badia
- Alta Pusteria
- Villabassa
- Campo Tures - Valle Aurina
- Dobbiaco
- Vandoies
- Monguelfo - Casies - Tesido